# Javier Margas
Javier Luciano Margas Loyola (Santiago, 1969. május 10. –) chilei válogatott labdarúgó.

## Pályafutása

### Klubcsapatban
1988 és 1996 között a Colo-Colo csapatában játszott, mellyel öt bajnoki címet szerzett és 1991-ben megnyerte csapatával a Libertadores-kupát. 1996-ban rövid ideig a mexikói Club Américában szerepelt. 1997 és 1998 között az Universidad Católicát erősítette, melynek tagjaként 1997-ben Apertura bajnoki címet szerzett. 1998-tól 2001-ig Angliában a West Ham United játékosa volt.

### A válogatottban
1990 és 2000 között 63 mérkőzésen szerepelt a chilei válogatottban és 6 gólt szerzett. Részt vett az 1991-es, az 1993-as, az 1995-ös, az 1997-es és az 1999-es Copa Américán, valamint az 1998-as világbajnokságon, ahol a chileiek összes mérkőzésén kezdőként lépett pályára.

## Sikerei, díjai
Colo-Colo
- Chilei bajnok (5): 1989, 1990, 1991, 1993, 1996
- Copa Libertadores győztes (1): 1991
- Recopa Sudamericana győztes (1): 1991
- Copa Interamericana (1): 1992

Universidad Católica
- Chilei bajnok (1): 1997 Apertura

West Ham United
- Intertotó-kupa (1): 1999

Chile
- Copa América bronzérmes (1): 1991